# Thằn lằn đá Cà Ná
Thằn lằn đá Cà Ná (danh pháp: Gekko canaensis) là loài thằn lằn thứ 20 được phát hiện và công bố từ Việt Nam trên tạp chí Zootaxa. Tên của nó được đặt theo tên nơi phát hiện ra: mũi Cà Ná thuộc huyện Thuận Nam, tỉnh Ninh Thuận.

## Phân bố
Mũi Cà Ná, huyện Tuy Phong, tỉnh Bình Thuận.